# Sevastopolská městská rada

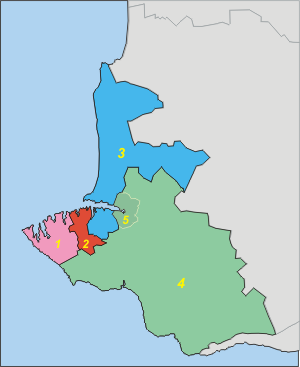
1 — Gagarinský rajón
2 — Leninský rajón
3 — Nachimovský rajón
4 — Balaklavský rajón
5 — město Inkerman (patřící pod Balaklavský rajón)

Sevastopolská městská rada (rusky Севасто́польский городско́й сове́т, ukrajinsky Севастопольська міська рада) je zákonodárný orgán města Sevastopol. 18. března 2014 byl Krym anektován Ruskem a rada přejmenována na Zákonodárný orgán Sevastopolu (rusky Законодательное собрание Севастополя).
Území spadající pod městskou radu Sevastopol je jednou z administrativně-územních jednotek Krymského poloostrova. Podle ukrajinské ústavy je jedním z 27 regionů Ukrajiny, jako město se zvláštním statusem spadá přímo pod ukrajinskou vládu. Od ruské anexe 18. března 2014 je fakticky jedním z 85 subjektů Ruské federace, jako federální město spadá přímo pod ruskou vládu. Skládá se ze čtyř administrativních obvodů, rajónů. Dva z nich (Gagarinský a Leninský) zahrnují výhradně městské části Sevastopolu, další dva (Belaklavský a Nachimovský) zahrnují 1 město (Inkerman), 28 obcí, 1 osadu.